# 和盛区域
和盛區域（朝鲜语：／ Hwasŏng-guyŏk */?）是朝鮮民主主義人民共和國首都平壤市的一個區域，位於直轄市中部，位于龙城、大城、西城、三石等区域之间。
继2021年宣布在寺洞区域松花洞建设1万套规模的大型住宅区之后，2022年2月12日，朝鲜政府又宣布在和盛洞建设1万套规模的大型住宅区。2022年4月14日，为纪念朝鲜太阳节（即金日成诞辰）110周年，朝鲜最高人民会议决定以原龙城区域和盛洞为中心，设立新的和盛区域，包括金日成陵寝锦绣山太阳宫。

## 行政区划
2024年2月4日，新设花园1洞、花园2洞和锦陵2洞。